# Етноматематика
Етноматема́тика — розділ математики, що досліджує культуру, у якій виникає математика. Етноматематика особливо зосереджена на математиці, що є частиною загальної культури, а не на формальній, академічній математиці, хоча деякі етноматематики вивчають формальну математику як експонат специфічної культури або культур. Ціль етноматематиків полягає в тому, щоб внести вклад і в розуміння культури і в розуміння математики, але головним чином до відносин між ними.
Етноматематика застосовує народні завдання — головоломки, розважальні завдання, де можуть бути математичні операції.
Етноматематика може розглядати математичні об'єкти, такі як протистояння. Дає можливість вивчати цифри в відповідно до контексту фольклору. Етноматематика розв'язує деякі проблеми в історичному аспекті. У математичній освіті, етноматематика є вивчення взаємозв'язку між математикою та культурою. Це стосується ідей, починаючи від різних чисельних і математичних систем до різних культур математичної освіти. Мета етноматематики полягає в розумінні культури і розумінні математики, і розуміння зв'язків між ними.